# Adam Robitel
Adam Robitel est un acteur, réalisateur, scénariste et producteur américain, né le 26 mai 1978 à Boston (Massachusetts).
Il est surtout connu pour avoir réalisé des films d'horreur, notamment L'Étrange Cas Deborah Logan, Insidious : La Dernière Clé ou encore Escape Room. Il a également co-écrit Paranormal Activity 5 : Ghost Dimension.

## Biographie
Adam Robitel est diplômé de l'École des arts cinématographiques de l'USC.

### Vie privée
Ouvertement gay, Adam Robitel a été en couple avec le réalisateur Bryan Singer pendant le tournage de X-Men, film dans lequel il tient un petit rôle.

## Filmographie
Sauf indication contraire, les informations mentionnées dans cette section peuvent être confirmées par les bases de données cinématographiques IMDb et Allociné,  présentes dans la section « Liens externes ».

### Longs-métrages

#### Réalisateur
- 2014 : L'Étrange Cas Deborah Logan (The Taking of Deborah Logan)
- 2018 : Insidious : La Dernière Clé (Insidious: The Last Key)
- 2019 : Escape Game (Escape Room)
- 2022 : Escape Game 2 : Le monde est un piège (Escape Room: Tournament of Champions)

#### Scénariste
- 2014 : L'Étrange Cas Deborah Logan (The Taking of Deborah Logan) de lui-même
- 2015 : Paranormal Activity 5 : Ghost Dimension (Paranormal Activity: The Ghost Dimension) de Gregory Plotkin

#### Acteur
- 2000 : X-Men de Bryan Singer : un garçon
- 2002 : Les lois de l'attraction (The Rules of Attraction) de Roger Avary : un idiot de Los Angeles
- 2005 : 2001 Maniacs de Tim Sullivan : Lester Buckman
- 2006 : Return to Sender (court-métrage) de David Lucky : Butch
- 2010 : 2001 Maniacs: Field of Screams (en) de Tim Sullivan : Lester Buckman
- 2011 : Chillerama : Butch (segment I Was a Teenage Werebear réalisé par Tim Sullivan)
- 2011 : One for the Road (court-métrage) de Paul Ward : Booth
- 2012 : Cut/Print de Nathaniel Nose : l'officier Smith
- 2015 : Contracted: Phase II de Josh Forbes : l'homme du Swat #1
- 2019 : Escape Game (Escape Room) de lui-même : Gabe